# Trésor d'Osztrópataka

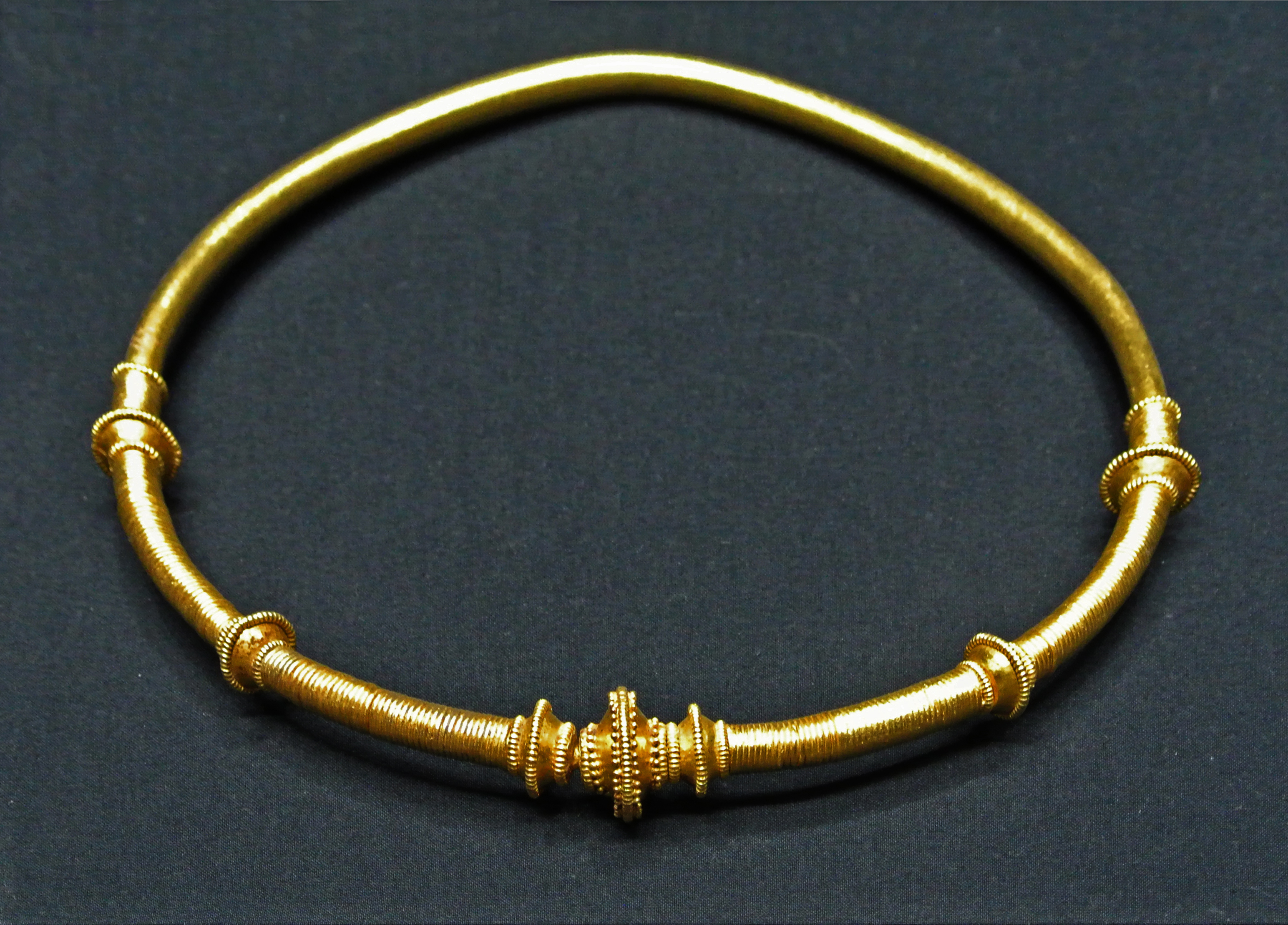

Le trésor d'Osztrópataka est un trésor archéologique découvert en 1790 et 1865 dans le village d'Ostrovany, en Slovaquie.
Daté du IIIe siècle, il aurait appartenu à un Vandale de haut rang.
Il est exposé au musée d'Histoire de l'art de Vienne, en Autriche, et au musée national hongrois, à Budapest.